# Палмас (микрорегион)

Палмас на карте.

Палмас (порт. Microrregião de Palmas) — микрорегион в Бразилии. входит в штат Парана. Составная часть мезорегиона Юго-центральная часть штата Парана. Население составляет 90 369	 человек (на 2010 год). Площадь — 5395,455	 км². Плотность населения — 	16,75	 чел./км².

## Демография
Согласно сведениям, собранным в ходе переписи 2010 г. Национальным институтом географии и статистики (IBGE), население микрорегиона составляет:						
| Полное население                             | Полное население                             | Полное население                             | Полное население                             | 90 369 |
| -------------------------------------------- | -------------------------------------------- | -------------------------------------------- | -------------------------------------------- | ------ |
| в том числе:                                 | Городское население                          | 66 688                                       | Процент городского населения, %              | 73,80  |
|                                              | Сельское население                           | 23 681                                       | Процент сельского населения, %               | 26,20  |
|                                              | Мужское население                            | 44 944                                       | Процент мужского населения, %                | 49,73  |
|                                              | Женское население                            | 45 425                                       | Процент женского населения, %                | 50,27  |
| Плотность населения, чел/км²                 | Плотность населения, чел/км²                 | Плотность населения, чел/км²                 | Плотность населения, чел/км²                 | 16,75  |
| Население микрорегиона в % к населению штата | Население микрорегиона в % к населению штата | Население микрорегиона в % к населению штата | Население микрорегиона в % к населению штата | 0,87   |

## Статистика
- Валовой внутренний продукт на 2003 год составляет 1 054 973 722,00 реалов (данные: Бразильский институт географии и статистики).
- Валовой внутренний продукт на душу населения на 2003 год составляет 11 993,78 реалов (данные: Бразильский институт географии и статистики).
- Индекс развития человеческого потенциала на 2000 год составляет 0,734 (данные: Программа развития ООН).

## Состав микрорегиона
В составе микрорегиона включены следующие муниципалитеты:
1. Клевеландия
2. Коронел-Домингус-Соарис
3. Онориу-Серпа
4. Мангейринья
5. Палмас